# Hugo IV van Châteaudun
Hugo IV van Châteaudun (overleden in 1180) was van 1145 tot aan zijn dood burggraaf van Châteaudun. 

## Levensloop
Hugo IV was de zoon van burggraaf Godfried III van Châteaudun en diens echtgenote Helvise, dochter en erfgename van heer Ilbert van Mondoubleau. Na het overlijden van zijn moeder erfde hij de heerlijkheid Mondoubleau en na het overlijden van zijn vader in 1145 werd hij burggraaf van Châteaudun. Zijn vader Godfried III werd tijdens een conflict met zijn oom, heer Urso van Fréteval, gevangengezet, maar Hugo kon hem met de hulp van graaf Godfried III van Vendôme bevrijden. 
In 1140 ondernam Hugo met zijn vader een eerste reis naar Palestina. Toen hij in 1159 een tweede keer naar Palestina reisde, werden zijn landerijen aangevallen door zijn neef, graaf Rotrud IV van Perche. Als reactie veroverde Hugo de landerijen van Villemans. Uiteindelijk werd het conflict in 1166 opgelost na de bemiddeling van graaf Theobald V van Blois en diens broer Willem met de Witte Handen, die bisschop van Chartres was. 
Op vraag van Theobald V nam Hugo IV heer Sulpice II van Amboise en diens zoon gevangen, waarna ze werd opgesloten in de toren van het kasteel van Châteaudun om hen zo te dwingen het kasteel van Chaumont onder de controle van Theobald te plaatsen. Sulpice stierf in 1153 in gevangenschap nadat hij was gefolterd, maar het kasteel van Chaumont was toen nog steeds in handen van de heerlijkheid Amboise. Na de interventie van hun neef Hendrik Plantagenet, die later onder de naam Hendrik II koning van Engeland werd, werden de zonen van Sulpice terug vrijgelaten.
In 1135 stichtte Hugo IV de Commanderie van Arville, die ter beschikking gesteld werd aan de Orde van de Tempeliers. Ook gaf hij financiële steun aan de Abdij van Tiron, waar hij na zijn overlijden rond 1180 werd bijgezet. Hij werd opgevolgd door zijn zoon Hugo V.

## Huwelijk en nakomelingen
In 1154 huwde Hugo IV met Margaretha, dochter en erfgename van heer Sylvester van Saint-Calais. Door het huwelijk kwam Hugo in het bezit van de heerlijkheid Saint-Calais. Ze kregen volgende kinderen:
- Godfried IV (overleden in 1176), vermoedelijk mede-burggraaf van Châteaudun
- Hugo V (overleden in 1191), burggraaf van Châteaudun
- Payen (overleden na 1190), heer van Mondoubleau
- Odo (overleden voor 1175)
- Helvise (overleden na 1163)
- Alix (overleden na 1176)